# Oostelijke langsnavelkaketoe
De oostelijke langsnavelkaketoe (Cacatua tenuirostris) is een vogel uit de orde der papegaaiachtigen en de familie der kaketoes.

## Uiterlijk
De vogel wordt tussen de 38 tot 41 cm lang en bereikt een gewicht van ongeveer 570 gram. De spanwijdte reikt van 80 tot 90 cm. Zijn benaming heeft hij te danken aan de opvallend lange grijze snavel. De huid rond de ogen is naakt en opvallend blauw van kleur. De veren tussen de snavel en de ogen en rondom de naakte oogring zijn oranje-rood van kleur evenals de vlek op de keel. De onderzijde van de vleugels en staartveren hebben een gelige teint. De rest van het verenkleed is wit gekleurd. De poten zijn grijs.

## Voedsel
Het voedsel van de vogel is voornamelijk vegetarisch. Met de lange snavel graaft hij naar wortels, knollen, bollen en zaden. Deze kaketoe wordt regelmatig gezien als een plaag, met name in westelijk Victoria. Grote zwermen kunnen een flinke schade achterlaten aan de gewassen op boerderijen. Daarnaast bijten de vogels ook regelmatig een stroomdraad door, met alle gevolgen van dien.

## Voortplanting
Het broedseizoen van de oostelijke langsnavelkaketoe ligt in de periode van juli tot november. De paartjes zijn monogaam en blijven levenslang bij elkaar. Het nest is te vinden in boomholtes van onder andere eucalyptusbomen en in rotsholtes. Het vrouwtje legt 2 tot 3 dofwitte, ovale eieren welke door zowel het mannetje als vrouwtje worden uitgebroed. Na een broedtijd van 24 dagen komen de eieren uit. De jongen worden eveneens door beide ouders gevoed. Na ongeveer 56 dagen vliegen de jongen uit.

## Verspreiding en leefgebied
Deze kaketoesoort is endemisch in Australië. Hij wordt aangetroffen in het westelijke deel van de provincie Victoria en het zuidelijke deel van New South Wales. Ook worden er grote populaties aangetroffen in de steden Perth, Hobart en Sydney. In het zuidoosten van Queensland komt de vogel nu ook voor omdat deze daar in het verleden is uitgezet. Hij voelt zich het beste thuis in graslandschappen, open bossen en stadsparken.

## Afbeeldingen

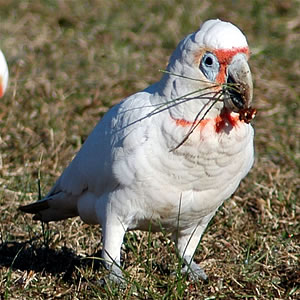
Langsnavelkaketoe verzamelt nestelmateriaal
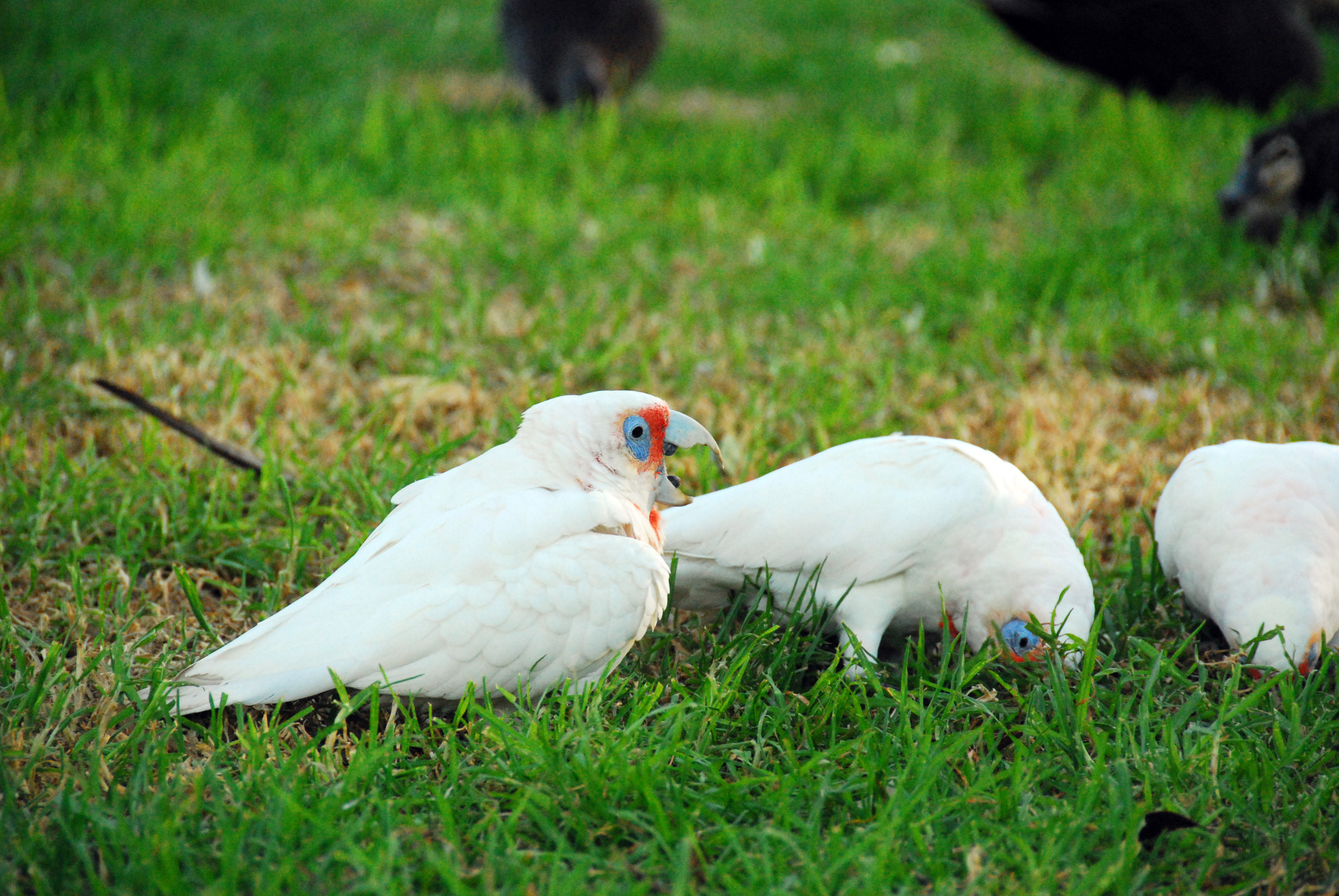
Op zoek naar eten
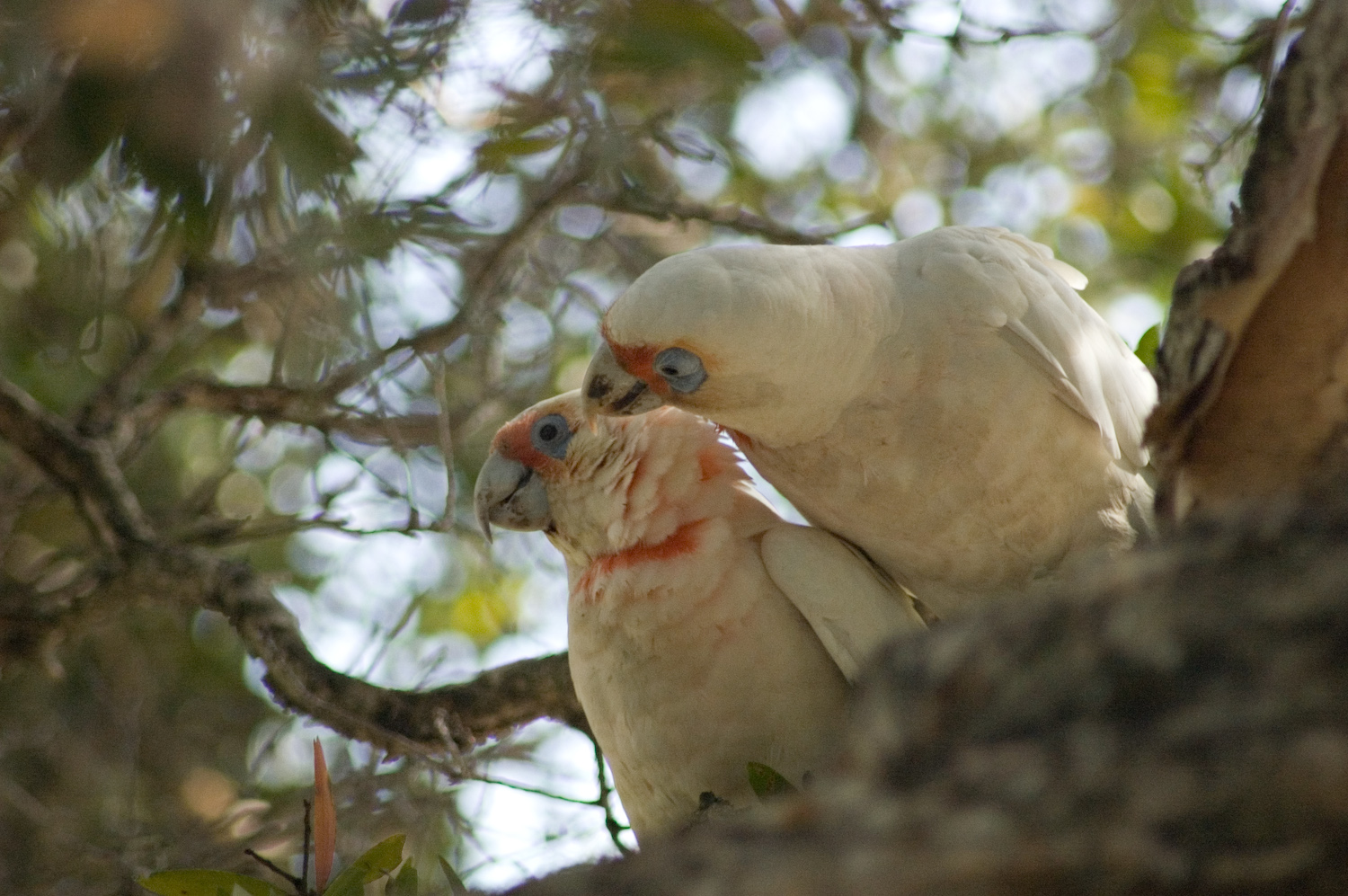
Een koppeltje langsnavelkaketoes